# Censorino

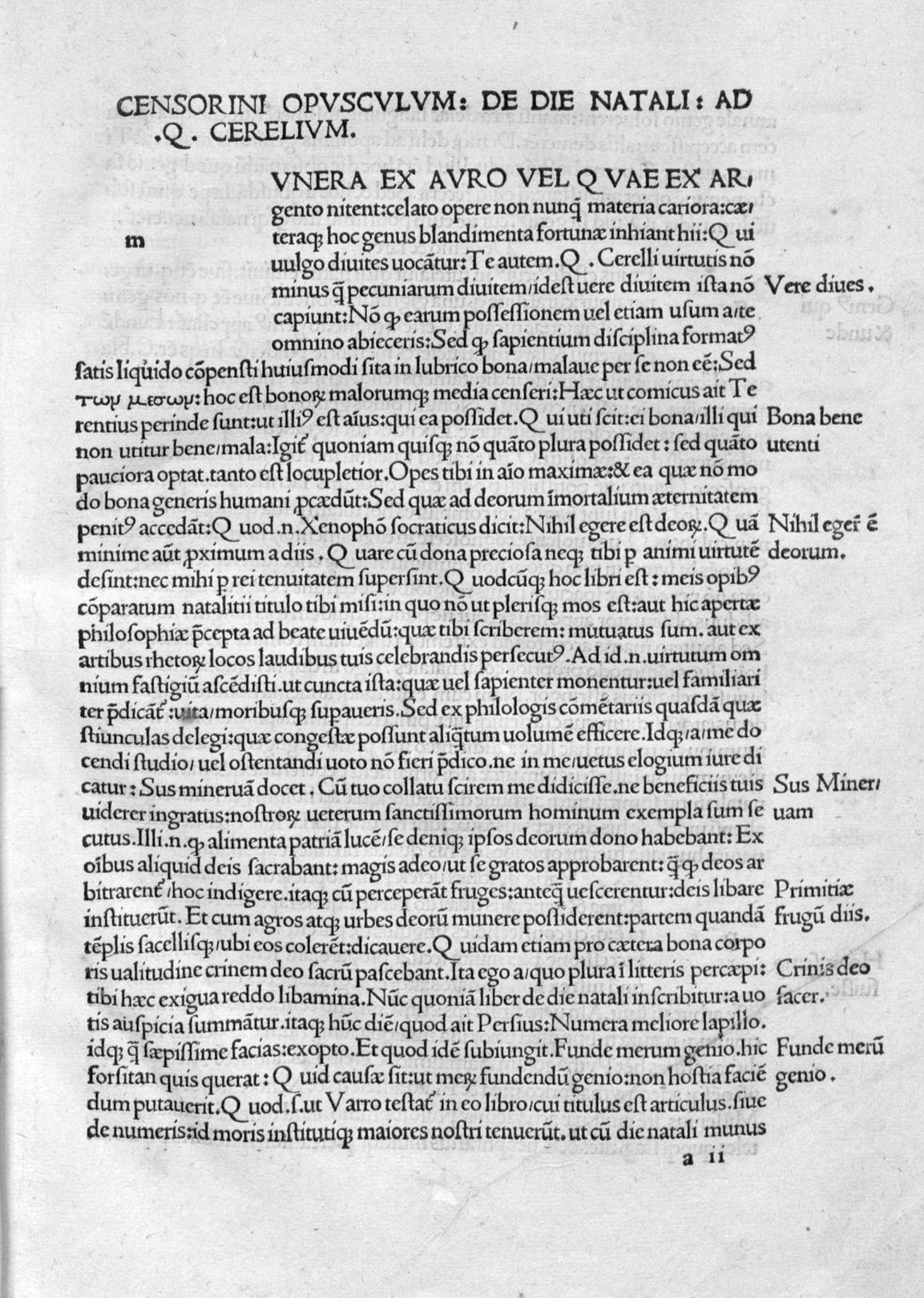
De die natali, 1497

Censorino (in latino Censorinus; fl. 268) è stato un grammatico romano vissuto nella seconda metà del III secolo.

## Biografia
Egli stesso fornisce un'indicazione temporale precisa dell'anno di composizione della sua opera De die natali, il 238; nella stessa opera l'autore si presenta come un cliente abbastanza giovane di un patrono, Quinto Cerellio, di 49 anni.
Stando alle testimonianze di Cassiodoro e Prisciano di Cesarea, Censorino scrisse un manuale di grammatica, che tuttavia non è giunto fino a noi.
Perduto è anche un trattato sull'accentazione (il cui titolo era appunto De accentibus, sempre secondo le testimonianze di Cassiodoro e Prisciano).
Ci è invece pervenuto il De die natali, un breve opuscolo che l'autore dedica e offre al suo patrono Quinto Cerellio come regalo di compleanno. Il testo, giuntoci incompleto, dovette costituire al suo tempo una certa novità, poiché non contiene né precetti morali né elogi retorici, che costituivano il consueto argomento di opere di tal genere, ma riunisce alcune brevi questioni tratte da trattati scientifici.
Dopo un veloce excursus sul Genio, cioè la divinità sotto la cui tutela uno vive fin dalla nascita, la prima parte dell'opera, cioè i capitoli IV-XIV, è dedicata all'esame di aspetti antropologici della nascita (l'origine della specie, la gestazione, la nascita e sviluppo dell'embrione, il calcolo degli astrologi e lo zodiaco, la durata della gestazione, il rapporto fra musica e nascita, la periodizzazione della vita). Quindi, dopo un elogio di Quinto Cerellio, la seconda parte del volume tratta del tempo e delle sue divisioni (anni, mesi, giorni). La sezione cronologica chiarisce il concetto di tempo, distinguendo tra tempo assoluto (tempus) e tempo relativo (aevum), poi tratta del computo del tempo, si espongono le partizioni temporali  (secolo naturale, secolo civile, anno naturale solare, grandi anni, anni civili di vari popoli,  cicli degli astronomi, olimpiadi e lustri, anno primitivo dei Romani, le correzioni e le riforme, le ère distinte dai dotti e la loro durata, mesi naturali e mesi civili, giorno naturale e giorni civili di vari popoli, quadranti solari, le antiche partizioni della notte e del dí presso i Romani).
È da notare la digressione che l'autore fa a proposito delle varie ère distinte dai dotti  e della loro durata, perché a questo punto lo scrittore fa una piccola digressione circa l'anno in cui scrive calcolato secondo le varie ère. Seguendo il metodo varroniano per stabilire la cronologia storica, Censorino, primo tra gli scrittori antiquari greci e romani, stabilì la perfetta sincronizzazione dell'anno in cui scriveva, il 238 d.C., cosa assai notevole, se si pensa che nell'antichità e nel medioevo ancora non si teneva conto dell'età anagrafica di una persona, anche se era un sovrano.
L'interesse per tale testo non risiede nell'originalità (per ammissione stessa dell'autore, come si è detto, si tratta di una rielaborazione di più opere precedenti, fra cui spiccano Varrone e Svetonio), ma nelle sue autorevoli fonti, che invitano allo studio della tradizione dei testi. Inoltre il trattato rivela l'erudizione di Censorino, che manifesta conoscenze di carattere medico, astronomico e filosofico, e mostra chiaro l'intento divulgativo di diffondere ad un pubblico profano argomenti scientifici non altrimenti accessibili a tutti.
Un altro breve trattato, giuntoci come Fragmentum Censorini, non risulterebbe di questo autore.

## Opere
- (LA) De die natali, Bologna, Benedetto Faelli, 1497.

## Fortuna
Censorino, senza essere considerato un classico, fu comunque autore apprezzato fino al VI secolo. Nel Medioevo ci furono ancora dei lettori della sua opera, ma è con l'Umanesimo che egli acquistò fama (lo Scaligero definì la sua opera aureolus libellus, "un opuscolo d'oro").
L'editio princeps di Censorino fu stampata a Bologna da Benedetto Faelli nel 1497, a cura di Filippo Beroaldo il Vecchio. Il libro fu subito seguito da due ristampe (1498 e 1500), mentre altre otto edizioni uscirono nel XVI secolo. L'edizione del 1497 possiede, oltre al De die natali, diverse traduzioni latine di opere greche, quali l'Enchiridion di Epitteto, la Tabula Cebetis, De invidia et odio di Plutarco e De invidia e De legendis libris gentilium di Basilio Magno.